# Microula spathulata
Microula spathulata är en strävbladig växtart som beskrevs av Wen Tsai Wang. Microula spathulata ingår i släktet Microula och familjen strävbladiga växter. Inga underarter finns listade i Catalogue of Life.